# Chan Junus
Chan Junus (ang. Khan Yunis, arab. ‏خان يونس‎ oznacza „Karawanseraj Jonasza”) – miasto w muhafazie Chan Junus w Palestynie.

## Położenie
Miasto jest położone w południowej części Strefy Gazy, w odległości 4 km na wschód od wybrzeża Morza Śródziemnego i 14 km na południowy zachód od miasta Gaza.
W jego otoczeniu znajdują się miasta Bani Suhajla, Abasan al-Kabira i Rafah, miasteczko Al-Karara, oraz wieś Al-Fukhari.

## Demografia
Według danych szacunkowych na rok 2009 liczyło 250 817 mieszkańców. Znajduje się tu duży obóz uchodźców palestyńskich (Muchajjam Chan Junus). Drugie co do wielkości miasto Autonomii Palestyńskiej.

## Historia
Przed XIV wiekiem wieś Chan Junus była znana jako Salka. W 1387 wybudowano tutaj karawanseraj dla ochrony karawan kupieckich i podróżnych. W pobliżu karawanseraju rozwinęła się osada handlowa.
Podczas I wojny izraelsko-arabskiej w maju 1948 roku Chan Junus zostało zajęte przez wojska Egiptu. Po wojnie miasto pozostało w Egipcie. Według danych UNRWA w mieście schroniło się około 35 tysięcy palestyńskich uchodźców, dla potrzeb których utworzono obóz uchodźców Chan Junus.
W listopadzie 1956 roku podczas kryzysu sueskiego Chan Junus było miejscem kolejnych starć wojsk izraelskich z palestyńskimi Arabami, w których według raportu UNRWA zabitych zostało 275 osób, w tym 140 uchodźców. W 1967 roku, podczas wojny sześciodniowej, Izrael ponownie zajął miasto.
Podczas trwającej od października 2023 wojny w Strefie Gazy Chan Junus było wielokrotnie bombardowane przez siły izraelskie, np. 2 stycznia 2024 zbombardowana została siedziba Palestyńskiego Czerwonego Półksiężyca. Izrael domagał się od palestyńskiej ludności opuszczenia miasta. Do miasta weszły lądowe wojska izraelskie, które napotkały silny opór palestyńskich bojowników. IDF wycofały się 7 kwietnia, przed przystąpieniem do ataku na Rafah.